# Universidad Tecnológica de León
La Universidad Tecnológica de León es una institución pública de educación superior ubicada en la ciudad de León, Guanajuato que inició sus operaciones en 1995. Basada en un modelo de educación francés ofrece carreras a nivel Técnico Superior Universitario (TSU) que se cursan en 6 cuatrimestres y a nivel Ingeniería que se cursan en 5 cuatrimestres posteriores a la obtención del título de TSU. Tiene unidades académicas en la ciudad de Guanajuato y en Acámbaro. Actualmente su rector es el Doctor José Christian Padilla Navarro
La UTL tiene el propósito formar ciudadanos del mundo con educación tecnológica, a través de la docencia, la investigación aplicada, la difusión del conocimiento, la vinculación que contribuyan a la innovación y al desarrollo sustentable.

## Historia
La Universidad Tecnológica de León tuvo origen cuando el Consejo Coordinador Empresarial de León le propuso, mediante un documento, al expresidente Ernesto Zedillo la creación de un Centro de Educación Superior y Formación Profesional Tecnológica con la finalidad de vincularse al sector productivo de la ciudad de León, Guanajuato. 
Después de un periodo de evaluación e investigación, donde además de la petición inicial se tomó en cuenta el ámbito educativo del estado de Guanajuato, se llegó a la conclusión de que una Universidad Tecnológica sería la opción más viable para satisfacer las necesidades del estado de Guanajuato así como las necesidades expuestas por el Consejo Coordinador Empresarial de León. Debido a lo anterior, el expresidente Ernesto Zedillo comunicó lo siguiente:
"Por tal motivo y, habiendo analizado y evaluado los requerimientos que en el campo educativo requerimos en Guanajuato, hemos detectado la necesidad de crear un centro educativo que se especialice en la capacitación profesional de los mandos intermedios de las empresas. Para ello hemos investigado las diferentes instituciones educativas y hemos llegado a la conclusión que, por su modelo pedagógico e interacción con las empresas, la Universidad Tecnológica es la que mejor puede cubrir esta necesidad, sentida en gran parte de las empresas."
En consecuencia, en julio de 1994 se realizó un convenio de coordinación entre el estado de Guanajuato y la Secretaría de Educación Pública, el cual se hizo válido mediante el Decreto Gubernativo No. 108 firmado por el exgobernador del estado de Guanajuato, Carlos Medina Plascencia, con fecha de 8 de diciembre de 1994 y publicado el 9 de diciembre de 1994 en el periódico oficial del gobierno del estado de Guanajuato. 
Finalmente, el 26 de septiembre de 1995 la Universidad Tecnológica de León fue inaugurada por el expresidente Vicente Fox..

## Oferta Educativa
Todas las carreras de la Universidad Tecnológica de León comienzan sus dos primeros años desde en el nivel Técnico Superior Universitario (TSU) y posteriormente se accede a nivel Ingeniería o Licenciatura el cual tiene una duración de 1 año y 8 meses. La oferta educativa varía de acuerdo al campus:

### Campus central León

#### Técnico superior Universitario (TSU)
- Tecnologías de la información área Entornos virtuales y Negocios digitales.
- Tecnologías de la información área Desarrollo de software Multiplataforma.
- Tecnologías de la información área Infraestructura de Redes digitales
- Administración área Capital humano.
- Desarrollo de negocios área Mercadotecnia
- Turismo área Hotelería.
- Gastronomía.
- Química área Tecnología ambiental.
- Mecatrónica área Sistemas de Manufactura Flexible.
- Mecatrónica área Optomecatrónica.
- Procesos industriales área Automotriz.
- Procesos industriales área Manufactura.
- Procesos industriales área Plásticos.
- Procesos industriales área Gestión y Productividad del calzado.
- Mantenimiento área Industrial.
- Logística área Sistemas de Transporte terrestre.

#### Ingenierías y Licenciaturas
- Ingeniería en Tecnologías de la información.
- Licenciatura en Gestión del Capital humano.
- Licenciatura en Innovación de negocios y Mercadotecnia.
- Licenciatura en Gestión y Desarrollo Turístico.
- Ingeniería mecatrónica.
- Ingeniería en Sistemas productivos.
- Ingeniería en mantenimiento industrial.
- Ingeniería enTecnología ambiental.

### Campus II León

#### Técnico Superior Universitario (TSU)
- Administración área Capital humano.
- Desarrollo de negocios área Mercadotecnia

#### Ingeniería
- Licenciatura en Innovación de negocios y Mercadotecnia.
- Licenciatura en Gestión del Capital humano.

### Campus Acámbaro

#### Técnico Superior Universitario (TSU)
- Tecnologías de la información área Entornos virtuales y Negocios digitales.
- Administración área Capital humano.
- Desarrollo de Negocios área Mercadotecnia.
- Procesos industriales área Manufactura.

#### Ingenierías
- Ingeniería en Tecnologías de la información..
- Licenciatura en Innovación de negocios y Mercadotecnia.
- Licenciatura en Gestión del Capital humano.
- Ingeniería en Sistemas productivos.

## Infraestructura Campus central León

### Edificios
El campus central de la Universidad Tecnológica de León se compone de 13 Edificios, los edificios con fines educativos se nombran de acuerdo al abecedario y van de la letra A a la letra F (a excepción del edificio de Gastronomía o Cafetería), mientras que los edificios de carácter administrativo son nombrados de acuerdo a su función, por ejemplo, Rectoría.

#### Edificios con fin educativo
- Edificio A:  En el edificio A, se agrupan aulas destinadas a los alumnos de carreras del área físico-matemático, tales como Mecatrónica, Procesos industriales, Mantenimiento, entre otras. Además, en este edificio se encuentra la UGAC de Matemáticas, unidad encargada de gestionar las actividades relacionadas con las materias de matemáticas.
- Edificio B: En el edificio B se encuentran aulas destinadas a los alumnos de la carrera de Administración.
- Edificio C: En el edificio C se asocian aulas destinadas a los alumnos de la carrera de Turismo, áreas destinadas a la cultura y deporte además de servicios médicos.
- Edificio D: En el edificio D se localizan aulas destinadas a los alumnos del área de Tecnologías de la información y la comunicación.
- Edificio E: En el edificio E se hallan aulas destinadas a los alumnos del área de Tecnologías de la información y la comunicación, además de un centro de cómputo convencional que puede ser utilizado por todas las carreras.
- Edificio F: En el edificio F se ubican aulas destinadas a los alumnos de Química, además aulas destinadas al aprendizaje de lenguas extranjeras como Inglés, Francés, Alemán y Japonés. Además, en este edificio se encuentran la UGAC de sustentabilidad para el desarrollo.
- Cafetería: En cafetería se agrupan aulas destinadas a los alumnos de la carrera de Gastronomía.

#### Laboratorios
- A pesado.
- B pesado.
- C pesado.
- C.U.P.A.
- Invernadero.
- Centro de Información (CI).

#### Edificios con fin administrativo
- Rectoría.
- CVD.

### León Cósmico
En la parte central de la Universidad Tecnológica de León se encuentra la escultura titulada "León Cósmico" realizada por el escultor Miguel Peraza Menéndez mediante técnicas milenarias de moldeo a la cera perdida y fundición a la arena con materiales como bronce, acero y concreto y sus dimensiones son de 7.8m x 3.0m x 2.8m.
Esta escultura ha servido de inspiración artística y fotográfica para muchos universitarios de la Universidad Tecnológica de León, debido a que por las tardes, el León Cósmico, crea una atmósfera perfecta para ser fotografiado gracias a los colores naranjas, amarillos, morados y azules que el cielo toma en torno de las 16h a las 20h.

### Conjunto Muralístico
La Universidad Tecnológica de León, campus Central, cuenta con un conjunto muralístico realizados por la técnica de acrílico por el pintor Jorge López Medina con una duración de dos años.

#### Mural Rectoría
En el mural se pueden apreciar temas como la relación entre la naturaleza y la industria.

#### La estela de la tecnosofía
El mural representa la relación entre la Tecnología y la Filosofía, además se aprecian representaciones a los cuatro planos ontológicos del ser humano y a temas como el desarrollo sustentable, ciencia, tecnología, entre otros.

#### Constelación Leo
El mural representa la trayectoria educativa e industrial de la ciudad de León, Guanajuato. En él se pueden apreciar temas como la industria del calzado, agricultura, educación, entre otros.